# Montbartier
Montbartier est une commune française située dans le sud du département de Tarn-et-Garonne, en région Occitanie.
Sur le plan historique et culturel, la commune est dans le Pays Montalbanais, correspondant à la partie méridionale du Quercy.
Exposée à un climat océanique altéré, elle est drainée par le canal latéral à la Garonne, le ruisseau de Verdié, le ruisseau du Vergnet et par divers autres petits cours d'eau. La commune possède un patrimoine naturel remarquable composé de trois zones naturelles d'intérêt écologique, faunistique et floristique.
Montbartier est une commune rurale qui compte 1 727 habitants en 2022, après avoir connu une forte hausse de la population depuis 1975.  Elle fait partie de l'aire d'attraction de Toulouse. Ses habitants sont appelés les Montbartierens ou  Montbartierennes.

## Géographie

### Localisation
Commune de l'aire d'attraction de Toulouse située en Bas-Montauban sur le canal latéral à la Garonne, à 10 km au sud de Montauban.

### Communes limitrophes
Montbartier est limitrophe de sept autres communes.
Les communes limitrophes sont  Bessens, Bressols, Campsas, Finhan, Labastide-Saint-Pierre, Monbéqui et Montech.
|          | Montech     | Bressols               |
| Finhan   | Montbartier | Labastide-Saint-Pierre |
| Monbéqui | Bessens     | Campsas                |

### Géologie et relief
La superficie de la commune est de 1 581 hectares ; son altitude varie de 99  à   141 mètres.

### Voies de communication et transports
Accès par la SNCF en gare de Montbartier, par l'autoroute A62 et Autoroute A20 qui y confluent.

### Hydrographie

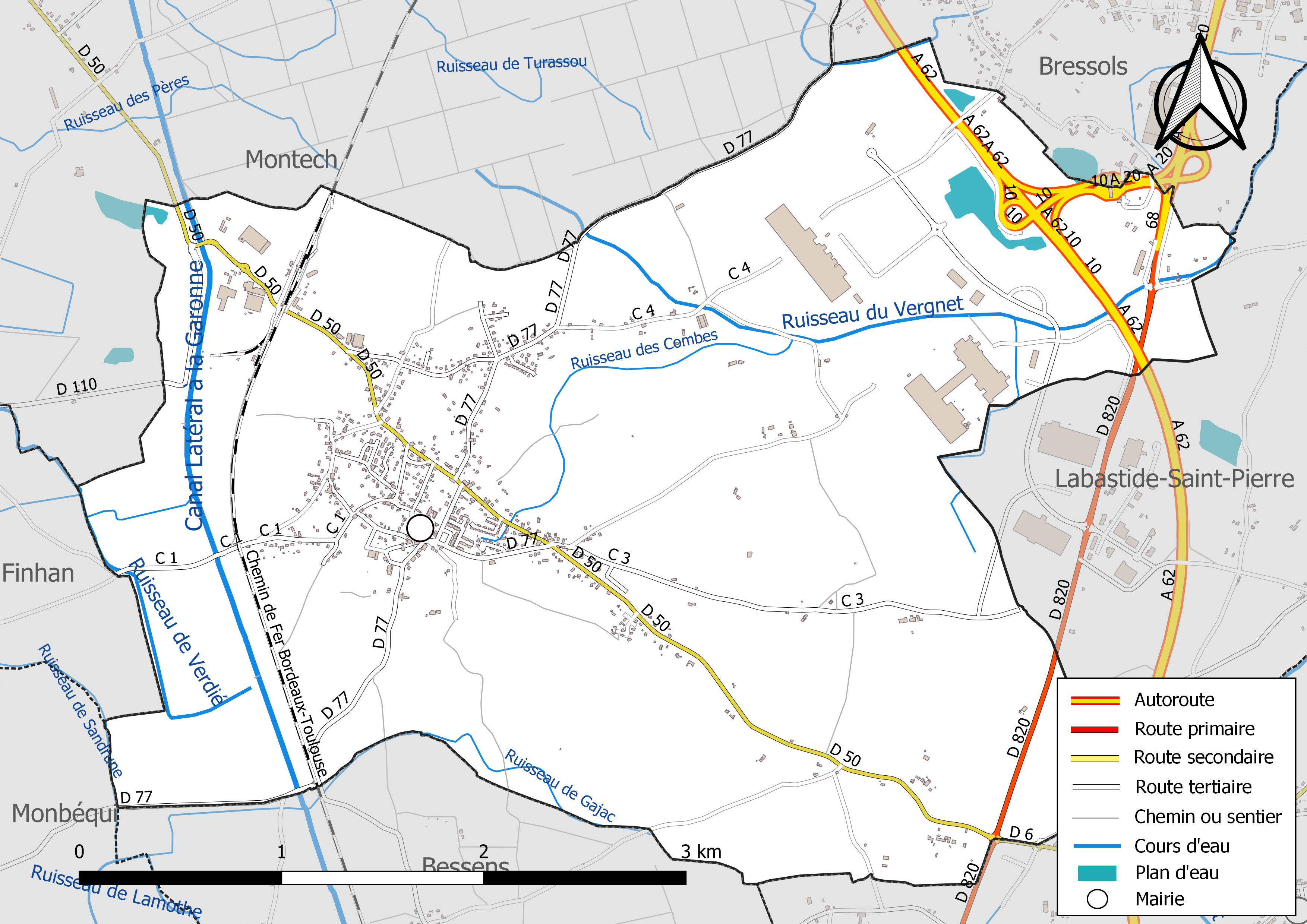
Réseaux hydrographique et routier de Montbartier.

La commune est dans le bassin versant de la Garonne, au sein du bassin hydrographique Adour-Garonne. Elle est drainée par le ruisseau de Verdié, le ruisseau du Vergnet, le ruisseau de Gajac, le ruisseau de Sandrune le ruisseau des Combes et par divers petits cours d'eau, constituant un réseau hydrographique de 14 km de longueur totale,.
Le ruisseau de Verdié, d'une longueur totale de 11,6 km, prend sa source dans la commune et s'écoule du sud-est vers le nord-ouest. Il traverse la commune et se jette dans le ruisseau de Pantagnac à Escatalens, après avoir traversé 4 communes.

### Climat
Pour des articles plus généraux, voir Climat de l'Occitanie et Climat de Tarn-et-Garonne.
En 2010, le climat de la commune est de type climat du Bassin du Sud-Ouest, selon une étude du Centre national de la recherche scientifique s'appuyant sur une série de données couvrant la période 1971-2000. En 2020, Météo-France publie une typologie des climats de la France métropolitaine dans laquelle la commune est exposée à un climat océanique altéré et est dans la région climatique Aquitaine, Gascogne, caractérisée par une pluviométrie abondante au printemps, modérée en automne, un faible ensoleillement au printemps, un été chaud (19,5 °C), des vents faibles, des brouillards fréquents en automne et en hiver et des orages fréquents en été (15 à 20 jours).
Pour la période 1971-2000, la température annuelle moyenne est de 13,3 °C, avec une amplitude thermique annuelle de 15,8 °C. Le cumul annuel moyen de précipitations est de 725 mm, avec 9,4 jours de précipitations en janvier et 5,8 jours en juillet. Pour la période 1991-2020, la température moyenne annuelle observée sur la station météorologique de Météo-France la plus proche, « Savenès_man », sur la commune de Savenès à 11 km à vol d'oiseau, est de 13,3 °C et le cumul annuel moyen de précipitations est de 705,4 mm. 
La température maximale relevée sur cette station est de 41 °C, atteinte le 27 juin 2019 ; la température minimale est de −14,5 °C, atteinte le 9 février 2012,,.
Les paramètres climatiques de la commune ont été estimés pour le milieu du siècle (2041-2070) selon différents scénarios d'émission de gaz à effet de serre à partir des nouvelles projections climatiques de référence DRIAS-2020. Ils sont consultables sur un site dédié publié par Météo-France en novembre 2022.

### Milieux naturels et biodiversité

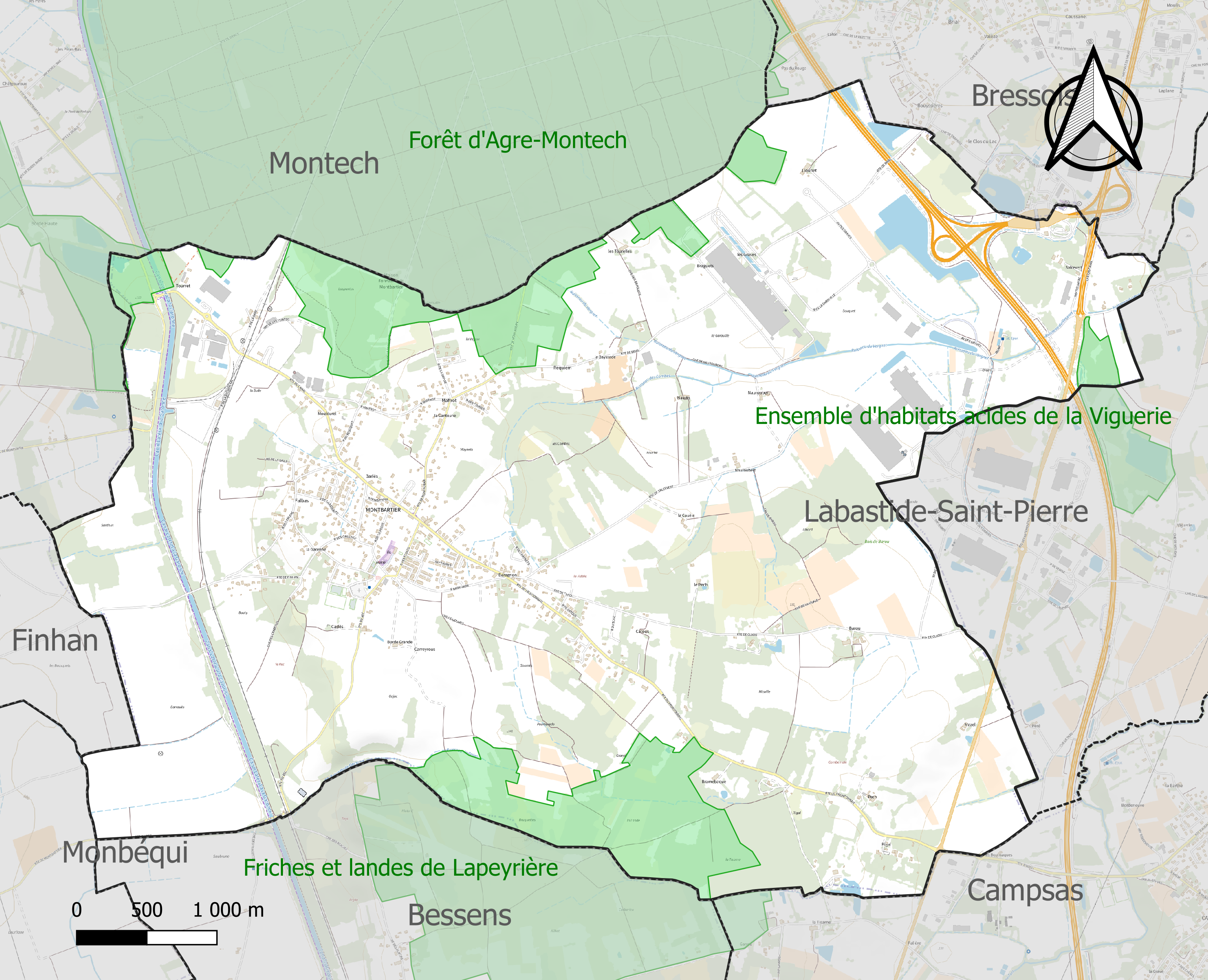
Carte des ZNIEFF de type 1 localisées sur la commune.

L’inventaire des zones naturelles d'intérêt écologique, faunistique et floristique (ZNIEFF) a pour objectif de réaliser une couverture des zones les plus intéressantes sur le plan écologique, essentiellement dans la perspective d’améliorer la connaissance du patrimoine naturel national et de fournir aux différents décideurs un outil d’aide à la prise en compte de l’environnement dans l’aménagement du territoire.
Trois ZNIEFF de type 1 sont recensées sur la commune :
- l'« ensemble d'habitats acides de la Viguerie » (21 ha), couvrant 2 communes du département[14] ;
- la « forêt d'Agre-Montech » (1 561 ha), couvrant 4 communes du département[15] ;
- les « friches et landes de Lapeyrière » (197 ha), couvrant 3 communes du département[16] ;

## Urbanisme

### Typologie
Au 1er janvier 2024, Montbartier est catégorisée bourg rural, selon la nouvelle grille communale de densité à sept niveaux définie par l'Insee en 2022.
Elle est située hors unité urbaine. Par ailleurs la commune fait partie de l'aire d'attraction de Toulouse, dont elle est une commune de la couronne,. Cette aire, qui regroupe 527 communes, est catégorisée dans les aires de 700 000 habitants ou plus (hors Paris),.

### Occupation des sols
L'occupation des sols de la commune, telle qu'elle ressort de la base de données européenne d’occupation biophysique des sols Corine Land Cover (CLC), est marquée par l'importance des territoires agricoles (68,4 % en 2018), en diminution par rapport à 1990 (73,5 %). La répartition détaillée en 2018 est la suivante : 
zones agricoles hétérogènes (39,4 %), terres arables (28,2 %), milieux à végétation arbustive et/ou herbacée (10,7 %), forêts (8,4 %), zones industrielles ou commerciales et réseaux de communication (6,9 %), zones urbanisées (5,6 %), prairies (0,8 %). L'évolution de l’occupation des sols de la commune et de ses infrastructures peut être observée sur les différentes représentations cartographiques du territoire : la carte de Cassini (XVIIIe siècle), la carte d'état-major (1820-1866) et les cartes ou photos aériennes de l'IGN pour la période actuelle (1950 à aujourd'hui).

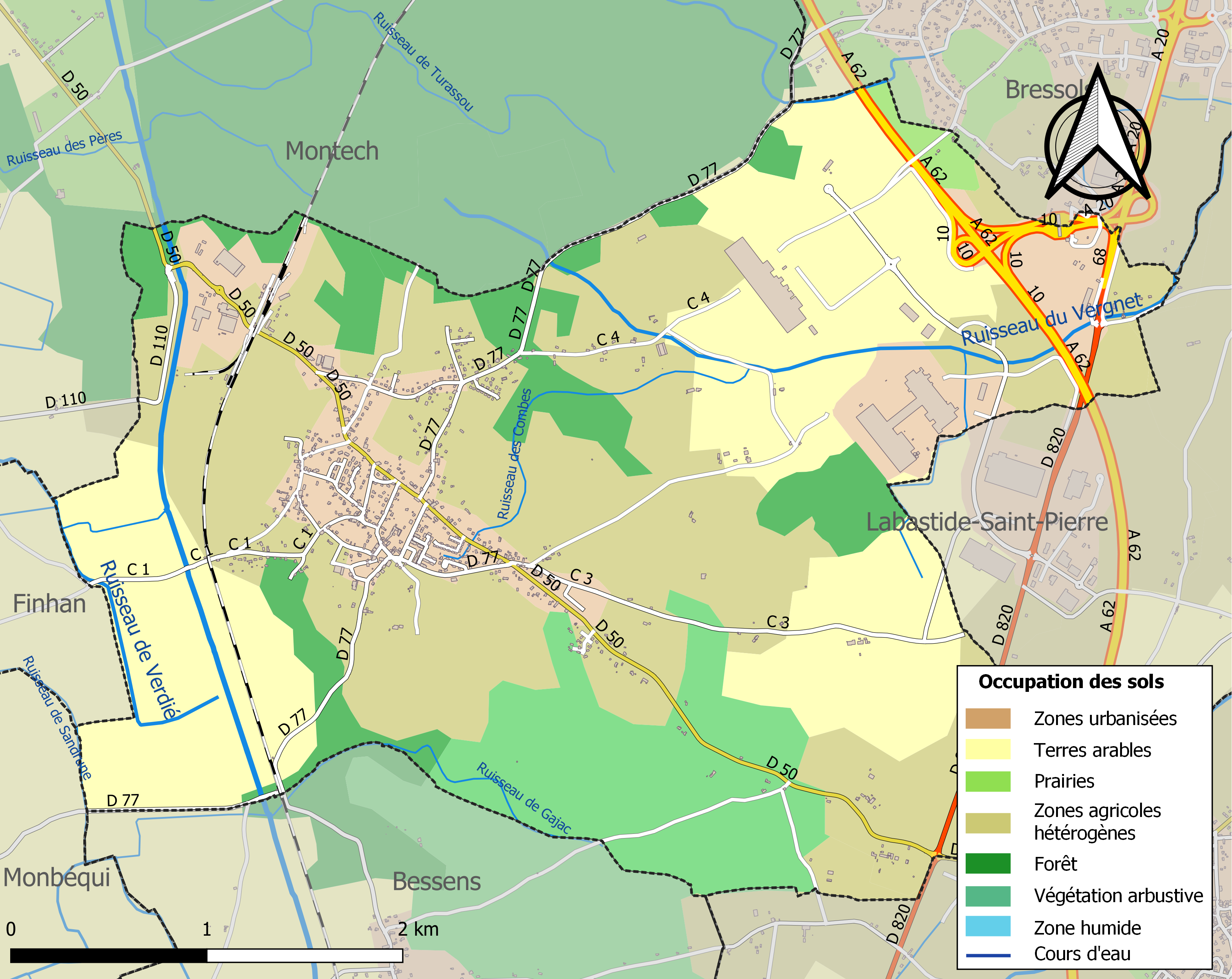
Carte des infrastructures et de l'occupation des sols de la commune en 2018 (CLC).

### Risques majeurs
Le territoire de la commune de Montbartier est vulnérable à différents aléas naturels : météorologiques (tempête, orage, neige, grand froid, canicule ou sécheresse), inondations, mouvements de terrains et séisme (sismicité très faible). Il est également exposé à deux risques technologiques,  le transport de matières dangereuses et  le risque industriel. Un site publié par le BRGM permet d'évaluer simplement et rapidement les risques d'un bien localisé soit par son adresse soit par le numéro de sa parcelle.

#### Risques naturels
Certaines parties du territoire communal sont susceptibles d’être affectées par le risque d’inondation par débordement de cours d'eau, notamment le canal latéral à la Garonne, le ruisseau de Verdié et le ruisseau du Vergnet. La cartographie des zones inondables en ex-Midi-Pyrénées réalisée dans le cadre du XIe Contrat de plan État-région, visant à informer les citoyens et les décideurs sur le risque d’inondation, est accessible sur le site de la DREAL Occitanie. La commune a été reconnue en état de catastrophe naturelle au titre des dommages causés par les inondations et coulées de boue survenues en 1982, 1993, 1999 et 2015,.
Montbartier est exposée au risque de feu de forêt. Le département de Tarn-et-Garonne présentant toutefois globalement un niveau d’aléa moyen à faible très localisé, aucun Plan départemental de protection des forêts contre les risques d’incendie de forêt (PFCIF) n'a été élaboré. Le débroussaillement aux abords des maisons constitue l’une des meilleures protections pour les particuliers contre le feu,.

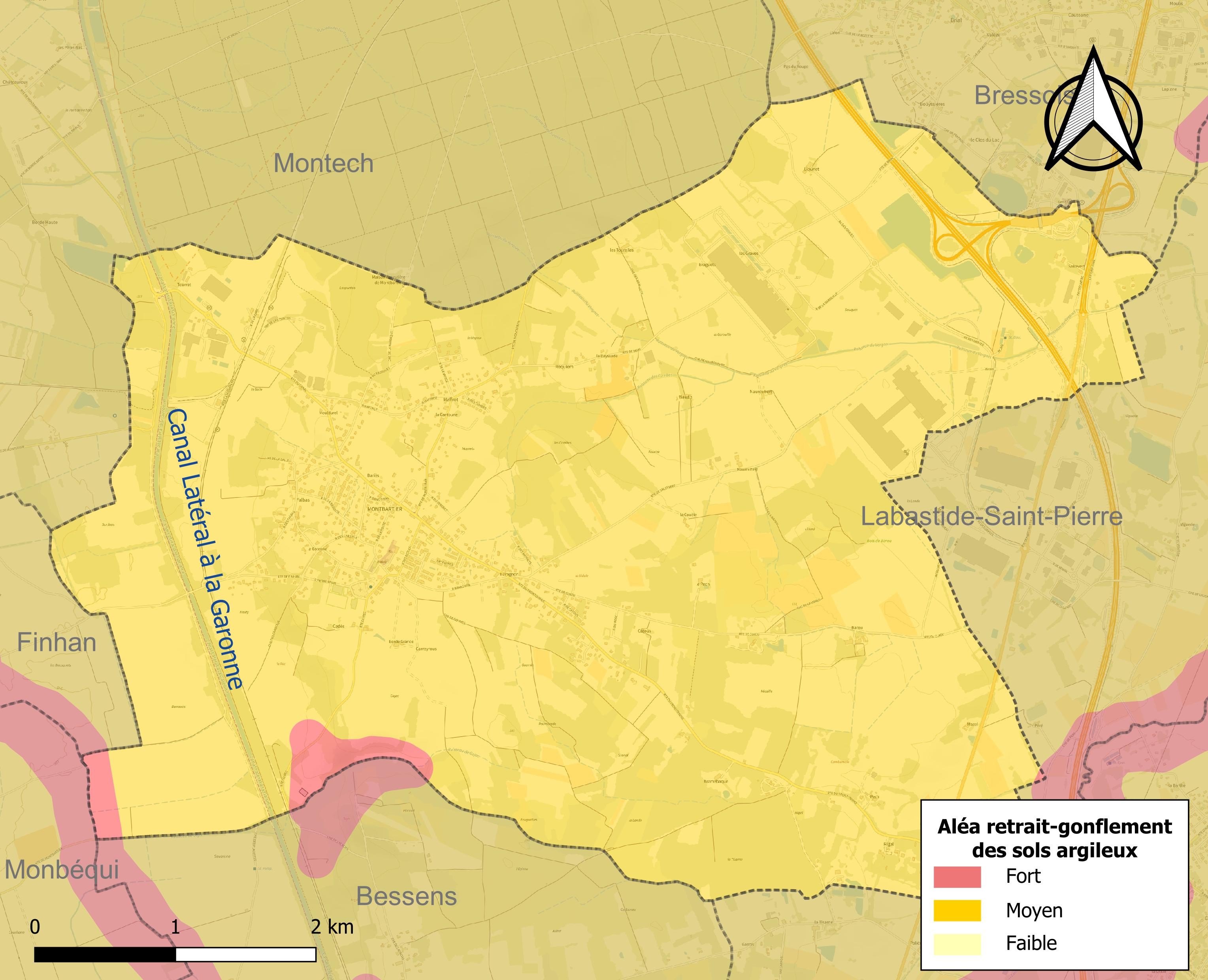
Carte des zones d'aléa retrait-gonflement des sols argileux de Montbartier.

Les mouvements de terrains susceptibles de se produire sur la commune sont des tassements différentiels.
Le retrait-gonflement des sols argileux est susceptible d'engendrer des dommages importants aux bâtiments en cas d’alternance de périodes de sécheresse et de pluie. La totalité de la commune est en aléa moyen ou fort (92 % au niveau départemental et 48,5 % au niveau national). Sur les 523 bâtiments dénombrés sur la commune en 2019, 523 sont en aléa moyen ou fort, soit 100 %, à comparer aux 96 % au niveau départemental et 54 % au niveau national. Une cartographie de l'exposition du territoire national au retrait gonflement des sols argileux est disponible sur le site du BRGM,.
Par ailleurs, afin de mieux appréhender le risque d’affaissement de terrain, l'inventaire national des cavités souterraines permet de localiser celles situées sur la commune.
Concernant les mouvements de terrains, la commune a été reconnue en état de catastrophe naturelle au titre des dommages causés par la sécheresse en 1989, 1991, 1998, 2003, 2006, 2011 et 2017 et par des mouvements de terrain en 1999.

#### Risques technologiques
La commune est exposée au risque industriel du fait de la présence sur son territoire d'une entreprise soumise à la directive européenne SEVESO.
Le risque de transport de matières dangereuses sur la commune est lié à sa traversée par des infrastructures routières ou ferroviaires importantes ou la présence d'une canalisation de transport d'hydrocarbures. Un accident se produisant sur de telles infrastructures est susceptible d’avoir des effets graves sur les biens, les personnes ou l'environnement, selon la nature du matériau transporté. Des dispositions d’urbanisme peuvent être préconisées en conséquence.

## Histoire
Prieuré dépendant de l’abbaye de Mas-Grenier, ancien  fief du baron d'Astorg capitoul de Toulouse en 1415.
Jocelyne Bourdin et Marc Fasquel, « le couple pervers », y sont arrêtés le 14 février 1986 par un barrage de gendarmerie, achevant ainsi leur folle virée meurtrière. Marc Fesquel est abattu par les forces de l'ordre à proximité de la place de l'église tandis que son épouse est amenée à la gendarmerie de Castelsarrasin pour y être entendue.

## Politique et administration

### Administration municipale
Le nombre d'habitants au recensement de 2011 étant compris entre 500 et 1 499 habitants, le nombre de membres du conseil municipal pour l'élection de 2014 est de quinze,.

### Rattachements administratifs et électoraux
La commune fait partie de la deuxième circonscription de Tarn-et-Garonne de la communauté de communes Grand Sud Tarn-et-Garonne et du canton de Montech. Avant le 1er janvier 2017 elle faisait partie de la communauté de communes Garonne et Canal.

### Liste des maires

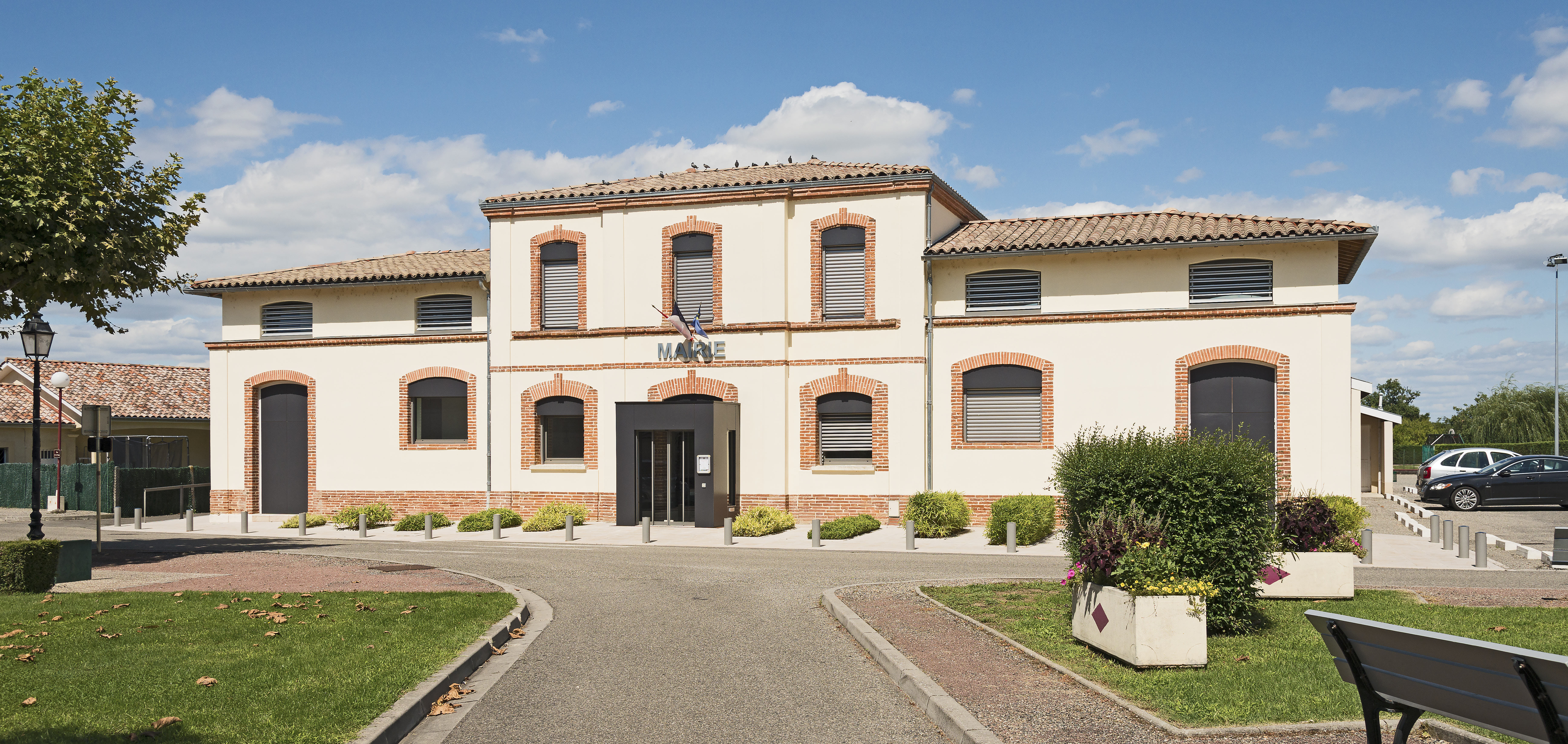
La mairie.

| Période                                  | Période  | Identité           | Étiquette | Qualité |
| ---------------------------------------- | -------- | ------------------ | --------- | ------- |
| mars 2001                                | 2008     | Jacques Doumerc    |           |         |
| mars 2008                                | En cours | Jean-Claude Raynal | DVD       |         |
| Les données manquantes sont à compléter. |          |                    |           |         |

## Population et société

### Démographie
L'évolution du nombre d'habitants est connue à travers les recensements de la population effectués dans la commune depuis 1793. Pour les communes de moins de 10 000 habitants, une enquête de recensement portant sur toute la population est réalisée tous les cinq ans, les populations de référence des années intermédiaires étant quant à elles estimées par interpolation ou extrapolation. Pour la commune, le premier recensement exhaustif entrant dans le cadre du nouveau dispositif a été réalisé en 2006.

En 2022, la commune comptait 1 727 habitants, en évolution de +34,5 % par rapport à 2016 (Tarn-et-Garonne : +3,12 %, France hors Mayotte : +2,11 %).
| 1793 | 1800 | 1806 | 1821 | 1831 | 1836 | 1841 | 1846 | 1851 |
| ---- | ---- | ---- | ---- | ---- | ---- | ---- | ---- | ---- |
| 566  | 523  | 544  | 610  | 648  | 646  | 677  | 668  | 633  |

| 1856 | 1861 | 1866 | 1872 | 1876 | 1881 | 1886 | 1891 | 1896 |
| ---- | ---- | ---- | ---- | ---- | ---- | ---- | ---- | ---- |
| 677  | 675  | 683  | 670  | 636  | 617  | 611  | 548  | 559  |

| 1901 | 1906 | 1911 | 1921 | 1926 | 1931 | 1936 | 1946 | 1954 |
| ---- | ---- | ---- | ---- | ---- | ---- | ---- | ---- | ---- |
| 570  | 574  | 561  | 524  | 935  | 895  | 518  | 548  | 552  |

| 1962 | 1968 | 1975 | 1982 | 1990 | 1999 | 2006  | 2011  | 2016  |
| ---- | ---- | ---- | ---- | ---- | ---- | ----- | ----- | ----- |
| 518  | 511  | 506  | 628  | 787  | 811  | 1 000 | 1 245 | 1 284 |

| 2021  | 2022  | - | - | - | - | - | - | - |
| ----- | ----- | - | - | - | - | - | - | - |
| 1 643 | 1 727 | - | - | - | - | - | - | - |

| selon la population municipale des années : | 1968 | 1975 | 1982 | 1990 | 1999 | 2006 | 2009 | 2013 |
| Rang de la commune dans le département      | 78   | 83   | 66   | 52   | 57   | 50   | 38   | 44   |
| Nombre de communes du département           | 195  | 195  | 195  | 195  | 195  | 195  | 195  | 195  |

### Enseignement
Montbartier fait partie de l'académie de Toulouse.
La commune possède un groupe scolaire : maternelle et primaire.

### Culture et festivités
Salle des fêtes, comité des fêtes, discothèque,

### Activités sportives
Chasse, randonnée pédestre, pétanque, centre équestre, football (complexe associatif), tennis, pêche, gymnastique,

### Écologie et recyclage
La collecte et le traitement des déchets des ménages et des déchets assimilés ainsi que la protection et la mise en valeur de l'environnement se font dans le cadre de la communauté de communes Grand Sud Tarn-et-Garonne.

## Économie

### Revenus
En 2018, la commune compte 574 ménages fiscaux, regroupant 1 405 personnes. La médiane du revenu disponible par unité de consommation est de 20 960 € (20 140 € dans le département).

### Emploi
|                | 2008  | 2013   | 2018   |
| -------------- | ----- | ------ | ------ |
| Commune        | 7,1 % | 9,1 %  | 11,6 % |
| Département    | 8,4 % | 10,2 % | 10,3 % |
| France entière | 8,3 % | 10 %   | 10 %   |

En 2018, la population âgée de 15 à 64 ans s'élève à 892 personnes, parmi lesquelles on compte 79,5 % d'actifs (67,9 % ayant un emploi et 11,6 % de chômeurs) et 20,5 % d'inactifs,. En  2018, le taux de chômage communal (au sens du recensement) des 15-64 ans est supérieur à celui du département et de la France, alors qu'en 2008 la situation était inverse.
La commune fait partie de la couronne de l'aire d'attraction de Toulouse, du fait qu'au moins 15 % des actifs travaillent dans le pôle,. Elle compte 889 emplois en 2018, contre 312 en 2013 et 228 en 2008. Le nombre d'actifs ayant un emploi résidant dans la commune est de 612, soit un indicateur de concentration d'emploi de 145,1 % et un taux d'activité parmi les 15 ans ou plus de 66,8 %.
Sur ces 612 actifs de 15 ans ou plus ayant un emploi, 124 travaillent dans la commune, soit 20 % des habitants. Pour se rendre au travail, 90,6 % des habitants utilisent un véhicule personnel ou de fonction à quatre roues, 3,2 % les transports en commun, 2,7 % s'y rendent en deux-roues, à vélo ou à pied et 3,5 % n'ont pas besoin de transport (travail au domicile).

### Activités hors agriculture

#### Secteurs d'activités
112 établissements sont implantés  à Montbartier au 31 décembre 2019. Le tableau ci-dessous en détaille le nombre par secteur d'activité et compare les ratios avec ceux du département,.
| Secteur d'activité                                                                                        | Commune | Commune | Département |
| Secteur d'activité                                                                                        | Nombre  | %       | %           |
| --- | ------- | ------- | ----------- |
| Ensemble                                                                                                  | 112     |         |             |
| Industrie manufacturière, industries extractives et autres                                                | 10      | 8,9 %   | (9,6 %)     |
| Construction                                                                                              | 13      | 11,6 %  | (14,9 %)    |
| Commerce de gros et de détail, transports, hébergement et restauration                                    | 50      | 44,6 %  | (29,7 %)    |
| Activités immobilières                                                                                    | 3       | 2,7 %   | (3,3 %)     |
| Activités spécialisées, scientifiques et techniques et activités de services administratifs et de soutien | 13      | 11,6 %  | (14,1 %)    |
| Administration publique, enseignement, santé humaine et action sociale                                    | 9       | 8 %     | (13,6 %)    |
| Autres activités de services                                                                              | 14      | 12,5 %  | (9,3 %)     |

Le secteur du commerce de gros et de détail, des transports, de l'hébergement et de la restauration est prépondérant sur la commune puisqu'il représente 44,6 % du nombre total d'établissements de la commune (50 sur les 112 entreprises implantées  à Montbartier), contre 29,7 % au niveau départemental.

#### Entreprises et commerces
Les cinq entreprises ayant leur siège social sur le territoire communal qui génèrent le plus de chiffre d'affaires en 2020 sont : 
- Gamm Vert Sud Ouest, centrales d'achat non alimentaires (58 478 k€)
- Stef Logistique Montbartier, entreposage et stockage non frigorifique (16 042 k€)
- Base Organic Food, commerce de gros (commerce interentreprises) alimentaire spécialisé divers (10 803 k€)
- Euromat 82, commerce de voitures et de véhicules automobiles légers (938 k€)
- Auto Eco Concept, entretien et réparation de véhicules automobiles légers (55 k€)

Viticulture : Fronton (AOC).
En 2010, le Conseil général de Tarn-et-Garonne décide de créer une Zone d'Activité Économique dédiée principalement à la logistique située en partie sur la commune de Montbartier. Cette ZAC nommée « Grand Sud Logistique » occupera, à terme, une surface de 450 hectares pouvant accueillir un nombre important d'entreprises et générer plusieurs milliers d'emplois (entre 2 500 et 3 000). Par exemple, Intermarché a choisi de réaliser un bâtiment logistique de 89 000 m2 générant quatre cents emplois.
Il existe aussi un projet de parc éolien sur la commune.

### Agriculture
|               | 1988 | 2000 | 2010 | 2020 |
| ------------- | ---- | ---- | ---- | ---- |
| Exploitations | 37   | 25   | 15   | 6    |
| SAU (ha)      | 878  | 756  | 647  | 278  |

La commune est dans les « Vallées et Terrasses », une petite région agricole occupant le centre et une bande d'est en ouest  du département de Tarn-et-Garonne. En 2020, l'orientation technico-économique de l'agriculture  sur la commune est la polyculture et/ou le polyélevage. Six exploitations agricoles ayant leur siège dans la commune sont dénombrées lors du recensement agricole de 2020 (37 en 1988). La superficie agricole utilisée est de 278 ha,,.

## Culture locale et patrimoine

### Lieux et monuments
- Église Saint-Étienne de Montbartier.

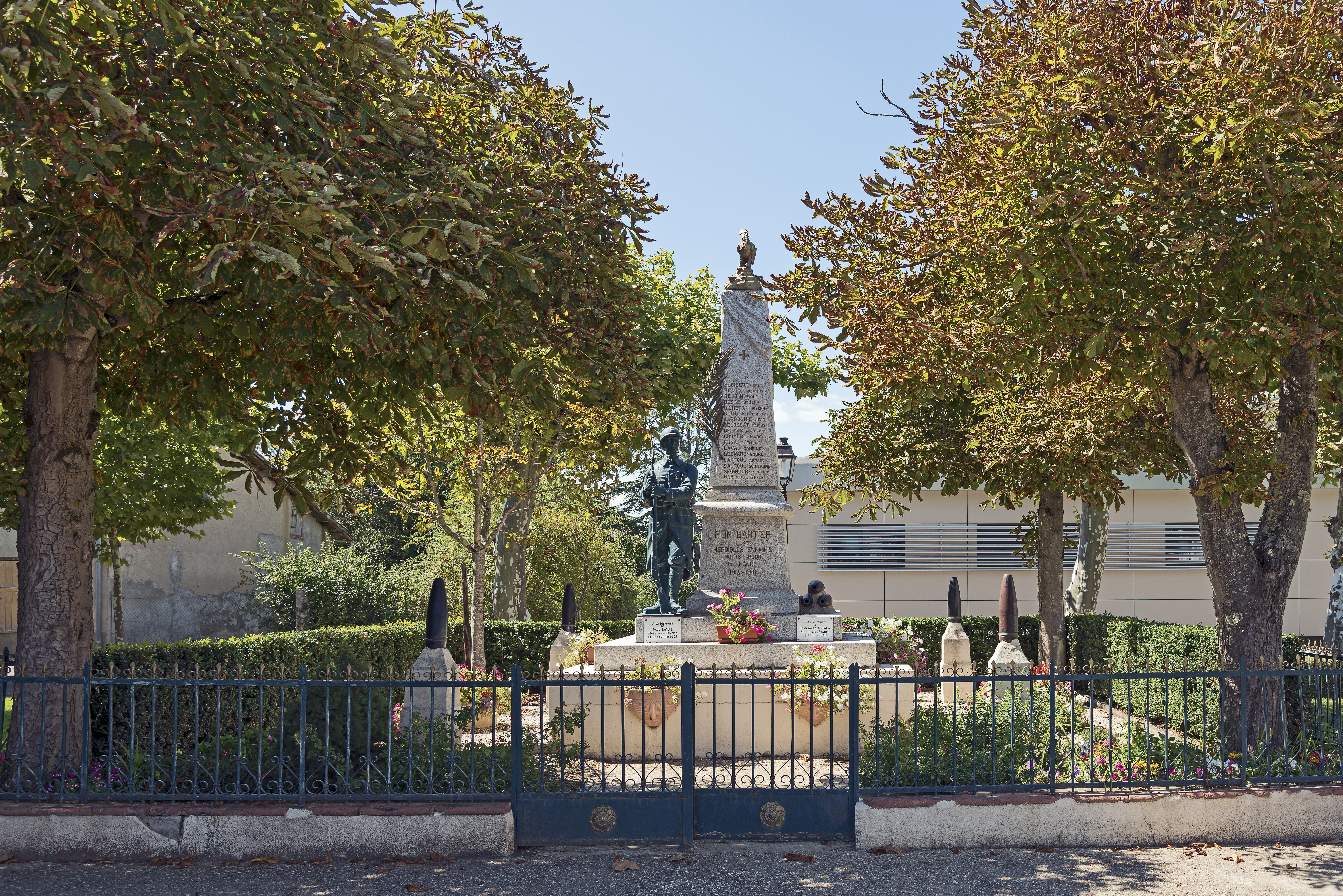
Le monument aux morts.
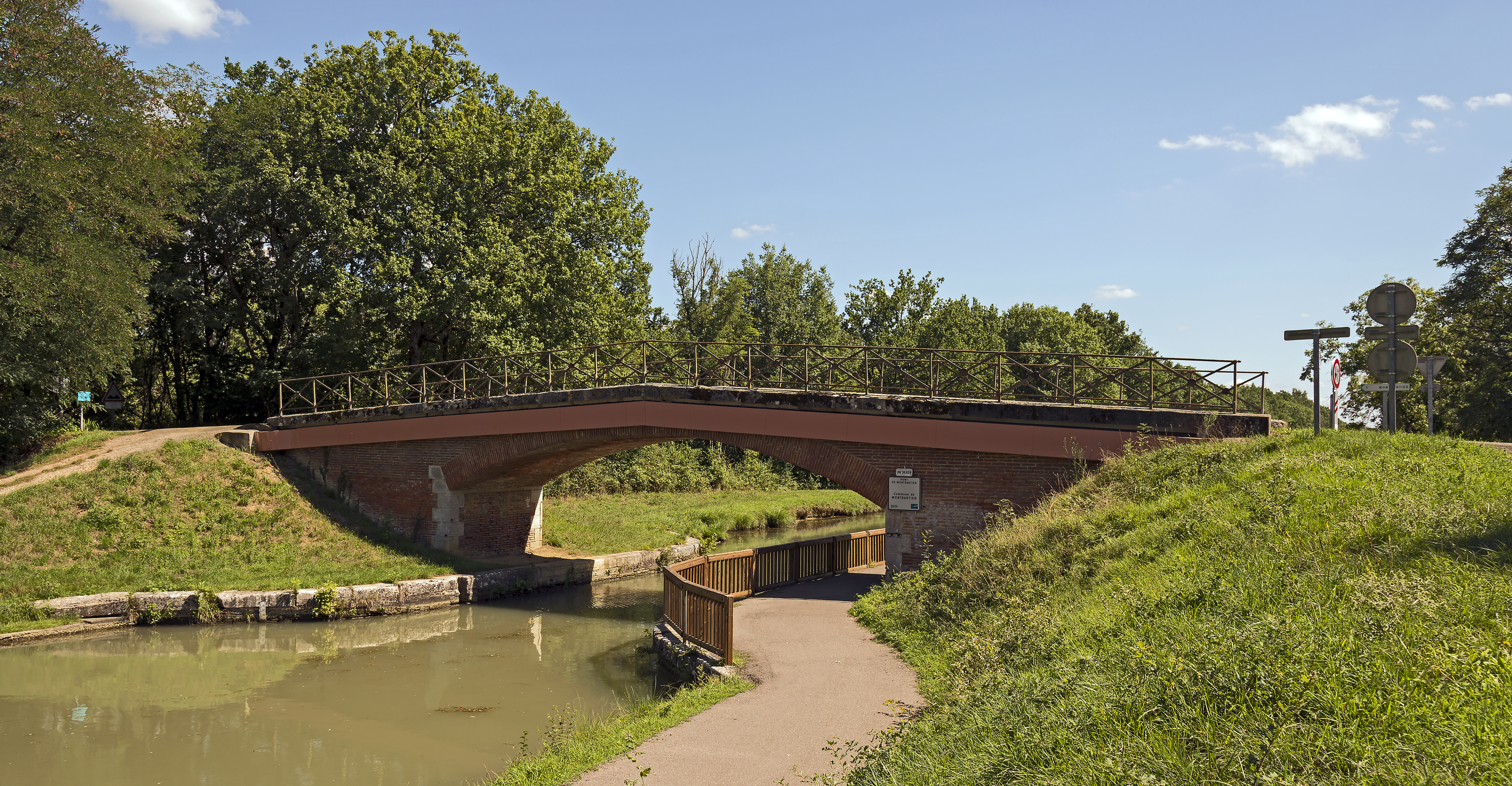
Le pont sur le canal latéral à la Garonne.

### Personnalités liées à la commune
- Jacques-Marie d'Astorg

### Héraldique
| Blason de Montbartier | Blason  | D'or chargé d'un écu d'argent surchargé d'une aigle de sable et surmonté d'une burèle d'argent, chargée de l'inscription en capitales de sable MONTBARTIER et côtoyée de deux filets, d'argent. |
| Blason de Montbartier | Détails | Le statut officiel du blason reste à déterminer. |
| Blason de Montbartier | Alias   | D'argent au chêne de sinople sur lequel est posé un hibou de sable. |

## Pour approfondir